# Antonio Perini
Pour les articles homonymes, voir Perini.
Antonio Perini (1830-1879) fut l'un des premiers photographes primitifs qui exercèrent en Italie, principalement à Venise.

## Collections
Plusieurs de ses photographies figurent dans la désormais célèbre collection de la duchesse de Berry.